# Коршунова Тетяна Василівна
Тетяна Василівна Коршунова (6 березня 1956, Раменське, Росія) — радянська гребчиха-байдарочниця, виступала за збірну СРСР у 1970-х роках. Срібна призерка літніх Олімпійських ігор у Монреалі, володарка срібних і бронзових медалей чемпіонатів світу, багаторазова чемпіонка національних першостей. На змаганнях представляла спортивне товариство «Трудові резерви», заслужений майстер спорту СРСР (1976).

## Життєпис
Тетяна Коршунова народилася 6 березня 1956 року в Раменському, Московська область. У дитинстві займалась у лижній та легкоатлетичній секціях, закінчила музичну школу за класом гітари. Активно займатися веслуванням почала у віці тринадцяти років, проходила підготовку на веслувальній базі Борисоглібського озера[прояснити] під керівництвом заслуженого тренера Якова Костюченко. Першого серйозного успіху досягла 1973 року, коли виграла дві медалі на юнацькому чемпіонаті Європи у Польщі, срібну серед одномісних байдарок і золоту серед двомісних, крім того, серед двійок стала чемпіонкою дорослої першості Радянського Союзу. Рік потому отримала золото всесоюзної першості за перемогу в гонці четвірок на 500 метрів і з'їздила на чемпіонат світу в Мехіко, звідки привезла срібну нагороду, виграну у тій самій дисципліні.
1975 року Коршунова в індивідуальному півкілометровому заліку здобула перемогу на Спартакіаді народів СРСР. Завдяки низці вдалих виступів здобула право захищати честь країни на літніх Олімпійських іграх 1976 року в Монреалі, у фінальному заїзді лідирувала перші 350 метрів, але потім зменшила швидкість і посіла у підсумку друге місце, поступившись представниці Німецької Демократичної Республіки Каролі Цирцов. «Я поїхала на Олімпіаду з жахливою перевтомою. У мене було перетренування, коли на підготовку кидаєш резервні сили і йдеш до перемоги на останньому диханні. Проходжу півдистанції, в очах темніє, як допливаю — не пам'ятаю. Якимось дивом видряпалася». Оскільки радянська гребна збірна посіла у загальнокомандному медальному заліку перше місце, за підсумками сезону Тетяна Коршунова була відзначена почесним званням «Заслужений майстер спорту СРСР».
Після монреальської Олімпіади залишилася в основному складі національної команди і продовжила брати участь у найбільших міжнародних турнірах. Так, 1977 року вона стала чемпіонкою СРСР серед одинаків і четвірок на півкілометровій дистанції, а також їздила на чемпіонат світу в Софію, де в тих самих дисциплінах здобула дві бронзові нагороди. 1979 року вшосте виборола звання чемпіонки всесоюзної першості, перемігши усіх суперниць з байдаркою-четвіркою в гонці на 500 метрів. Намагалася повторити цей успіх на світовій першості в німецькому Дуйсбурзі, однак їх команда прийшла до фінішу лише другою, пропустивши вперед східнонімецький екіпаж. Далі спортивна кар'єра Коршунової пішла на спад, незабаром вона вийшла зі складу збірної і вирішила покинути греблю.
Протягом 1984—1986 років працювала шкільним вчителем у Костромі, потім тривалий час була дитячим тренером на рідній веслувальній базі в Раменському. Від 1996 і до нашого часу[уточнити] працює вчителькою фізичної культури в раменській ЗОШ № 21 з поглибленим вивченням окремиз предметів. Має вищу освіту, закінчила Малаховський інститут фізичної культури.